# Nick Braet
Nick Braet (Gand, 15 février 1991) est un joueur belge de Padel. Il est aussi à l'origine du premier club de Padel en Flandres, Belgique ouvert à Gentbrugge en 2012.

## Biographie
Nick Braet est titulaire d'un double Master en éducation physique (2013) et en Sciences Economique de l’université de Gand, Belgique (2015).

## Carrière
Au niveau National Nick Braet est devenu champion de Belgique en 2019,, avec Jeremy Gala et semi-finaliste en 2022 avec Florian Vandelanotte.
En 2018, Braet a terminé huitième avec l'équipe belge aux Championnats du monde dans la capitale paraguayenne Asunción et en 2021 cinquième aux Championnats d'Europe à Marbella, en Espagne.
En 2021, l'équipe National Belge (Nick Braet, Dominique Coene, Bram Coene, François Gardier, Laurent Montoisy, Jérôme Peeters, Clément Geens et Jeremy Gala), entrainée par Juan Pablo Abarca De La Fuente obtiennent la 9eme place au championnat du monde de Padel à Doha, Qatar.

## Club

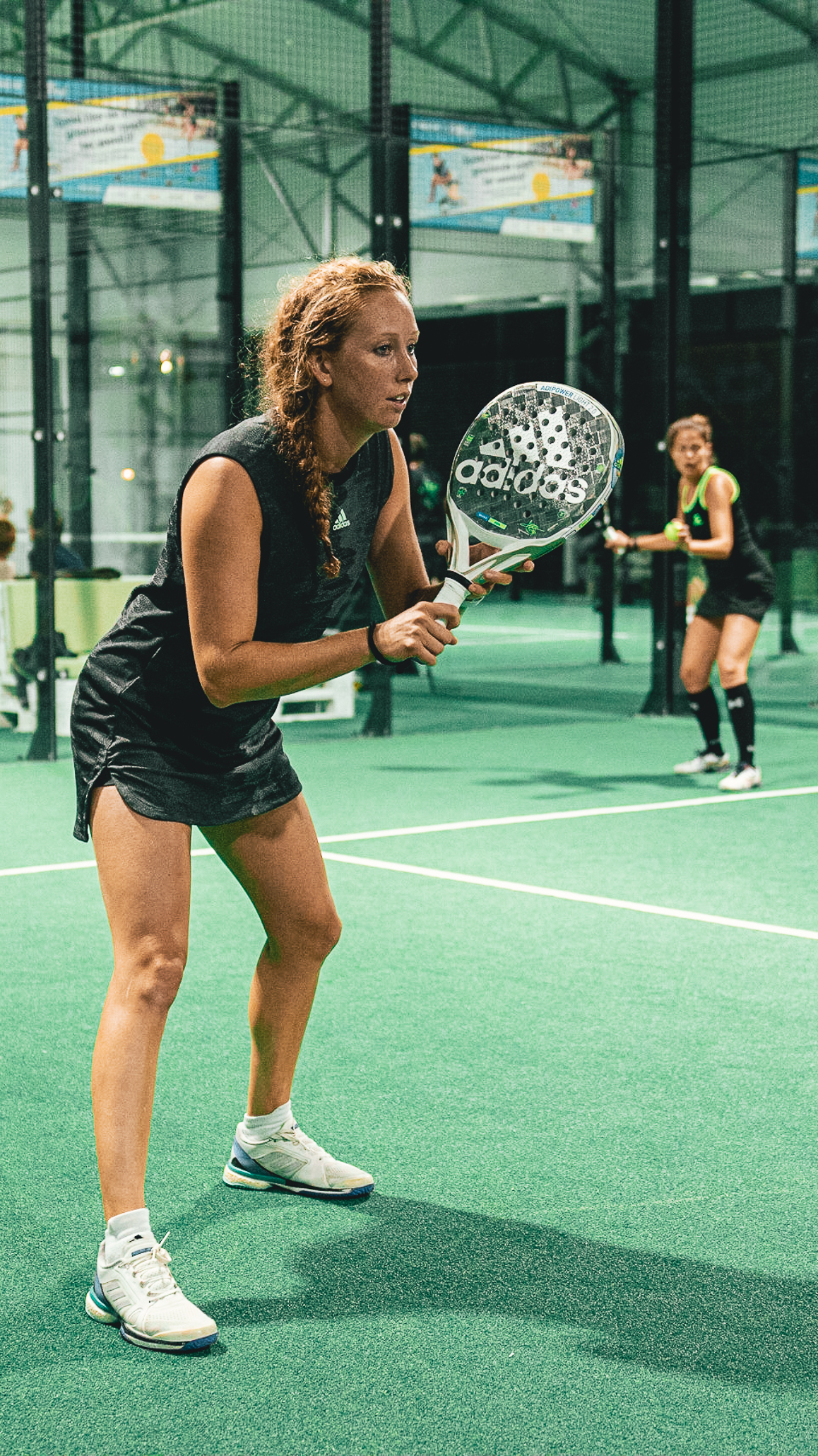
Jana Bonnarens, pendant les poules du Padel Masters 2019

Sa compagne Jana Bonnarens est également active dans le padel. Ensemble, ils dirigent Padel 4U2, qui est le premier club de Belgique (fondé en 2012) à Gentbrugge.
Le club a notamment accueilli le Tibeflex open, (tournoi FIP 250) 2018, les championnats de Belgique 2022 ainsi que le premier tournoi du Belgium Padel Tour 2021-2022